# Drapelul Algeriei
Drapelul național al Republicii Algeriene Democratice și Populare este format din două benzi verticale egale, verde și albă, și are, în centru, o stea și o semilună roșie. Steagul a fost adoptat la 3 iulie, 1962. Albul simbolizează puritatea, roșul socialismul, iar verdele și steaua și semiluna reprezintă islamul.
Drapelul naval este identic cu cel național, cu excepția a două ancore albe încrucișate în partea de sus, lângă lance.